# Celtis durandii
Celtis durandii är en hampväxtart som beskrevs av Adolf Engler. Celtis durandii ingår i släktet Celtis och familjen hampväxter. Inga underarter finns listade i Catalogue of Life.